# Били Хлапето
Хенри Маккарти (на английски: Henry McCarty), известен като Били Хлапето (на английски: Billy the Kid), е американски престъпник (бандит и убиец) от XIX век. Други негови псевдоними са Хенри Антрим и Уилям Харисон Бони.
Легендата за него му приписва 21 убийства, по едно за всяка година от живота му, но действителната бройка е около 9 (4 е убил той сам, а 5 – с помощта на други).

## Описание
На ръст е около 173 – 175 см., със сини очи, гладка кожа и издадени предни зъби. Много вестникарски репортери казват за него, че Били е „обаятелен и приятен“, общителен и с чувство за хумор, но тези качества са в комбинация с жесток характер, твърда решителност и забележителни стрелкови умения, които го правят опасен престъпник. Други го описват като „гъвкав и подвижен като котка“. Съвременниците му казват за него, че е добре облечен като най-забележителният му атрибут е шапка тип мексиканско сомбреро с широка зелена декоративна лента.
Въпреки че е толкова известен приживе, той се превръща в истинска легенда година след смъртта си, когато неговия убиец, шериф Патрик Гарет, публикува широко известна и сензационна негова биография под името Истинският живот на Били Хлапето. Благодарение на това фигурата на Били Хлапето става емблематична и той става най-известният образ на американския Див Запад.

## Кратка биография
Не се знае със сигурност точното рождено място и точната рождена дата на Били. Според някои той е роден на 23 ноември 1859 г. в Ню Йорк. Баща му остава неизвестен, има само предположения за неговата личност. Майка му, Катрин, се омъжва повторно и малко след това умира от туберкулоза. Много факти от живота на Били Хлапето са спорни, дори възрастта му. През 1878 г. е признат за виновен (според някои изследователи това убийство му е приписано) в убийството на шерифа на Линкълн каунти Уилям Брейди. През април 1881 г., малко преди да бъде обесен, успява да избяга макар да е с белезници, като при това убива двама от надзирателите. В края на 2010 година губернаторът на Ню Мексико с анкета се опитва да реши дали да помилва посмъртно легендарния престъпник.